# Golfo dell'Ėbeljach
Il golfo dell'Ėbeljach (in russo Эбеляхская губа?, Ėbeljachskaja guba), è un'insenatura lungo la costa settentrionale russa, nella repubblica di Sacha-Jacuzia, amministrata dall'Ust'-Janskij ulus. È situato nella parte orientale del mare di Laptev.

## Geografia
Il golfo si apre verso nordovest, tra la penisola Širokostan (полуостров Широкостан) a sud, che lo separa dalla baia della Van'kina (губа Ванькина), e la penisola che termina con capo Svjatoj Nos (мыс Святой Нос) a est. Ha una lunghezza di circa 26 km e una larghezza massima di 37 km all'ingresso. La profondità massima è di 11 m.
Nel golfo sfociano diversi fiumi: il Suruktach (река Суруктах), l'Urjung-Chastach (река Урюнг-Хастах), l'Adargajdach (река Адаргайдах), l'Ėkekej (река Экекей) e altri corsi d'acqua minori. Il piccolo fiume Ėbeljach, che dà il nome al golfo, si getta in realtà nel Suruktach poco prima della sua foce.
Le coste sono coperte da vegetazione tipica della tundra e sono punteggiate da piccoli laghi. Quelle meridionali sono basse e fangose mentre quelle settentrionali sono rocciose e raggiungono un'altezza di 387 m nei pressi di capo Svjatoj Nos. Una trentina di chilometri a est, si trova il lago Bustach (озеро Бустах).
La stazione polare Svjatoj Nos si trova 4 km a sud del capo omonimo.